# Gascon saintongeois
Gascon Saintongeois è una razza canina di origine francese riconosciuta dalla FCI (Standard N. 21, Gruppo 6, Sezione 1).
Ne esistono due varianti:
- Grand Gascon Saintongeois
- Petit Gascon Saintongeois

La variante di taglia più piccola misura circa 10 cm in meno al garrese.

## Aspetto

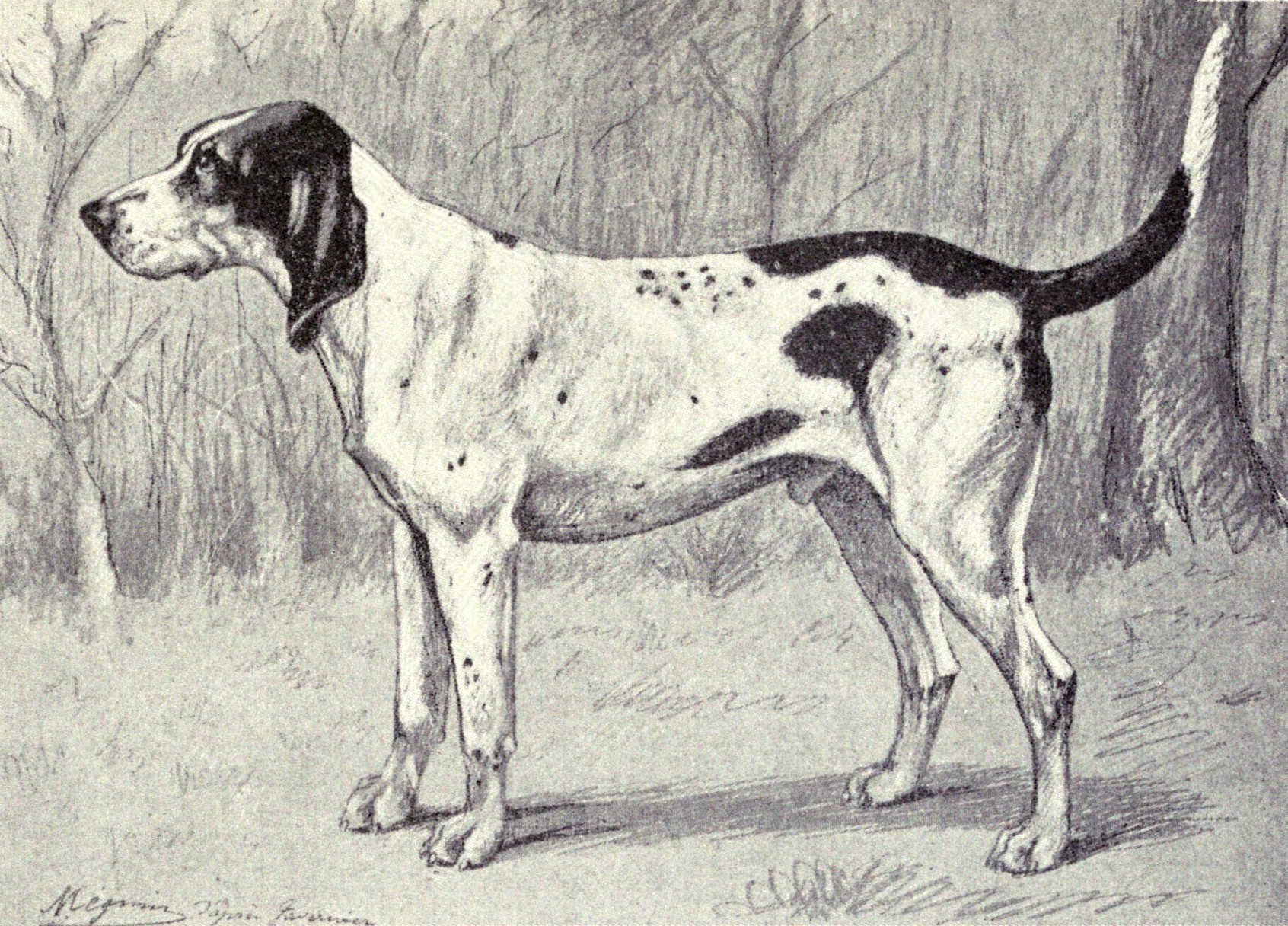
Virelade, W.E Mason, 1915.

Tipico segugio francese, muscoloso, dalle gambe e dalle orecchie lunghe, alto dai 65 ai 72 cm nella taglia grande e dai 56 ai 62 cm nella taglia piccola.
Il mantello è di colore bianco e nero con focature di colore marrone. Difetti gravi sono dorso debole, garretti vaccini, gambe troppo angolate o troppo diritte che limitano l'abilità di correre.

## Caratteristiche
La razza è famosa per il gran fiuto e per la voce molto sonora. Ha un carattere dolce, leale ma molto determinato, mostra fierezza e profondo attaccamento al padrone.
Il Gascon Saintongeois viene usato per il cervo, il capriolo, il cinghiale e per la lepre.